# Lejeunea capensis
Lejeunea capensis är en bladmossart som beskrevs av Carl Moritz Gottsche. Lejeunea capensis ingår i släktet Lejeunea och familjen Lejeuneaceae. Inga underarter finns listade i Catalogue of Life.